# Cabal Online
Кабал Онлайн (на корейски: 카발 온라인) е MMORPG ролева 3D онлайн игра, разработена от южнокорейската компанией ESTsoft. За различните страни са пуснати различни версии. Въпреки че самата игра Кабал Онлайн е безплатна, в нея съществува „магазин“, позволяващ на играчите да си закупят различни предмети и бонуси за реални пари.
Както при повечето MMORPG игри, основната цел на играта е убиването на чудовища. За убиването им се дават точки опит и умения. С натрупването на определен брой точки за опит, играчът се придвижва на по-горно ниво. Играчите могат да се присъединят към група (максимум – 7 члена) и опита на всеки играч се добавя към опита на другите членове на екипа.